# Principi de Pontryagin
El principi màxim o mínim de Pontryagin s'utilitza en la teoria del control òptim per trobar el millor control possible per portar un sistema dinàmic d'un estat a un altre, especialment en presència de restriccions per als controls d'estat o d'entrada. Afirma que és necessari que qualsevol control òptim juntament amb la trajectòria d'estat òptima resolgui l'anomenat sistema hamiltonià, que és un problema de valors límit de dos punts, més una condició màxima de l'hammiltonià de control.  Aquestes condicions necessàries esdevenen suficients sota determinades condicions de convexitat en les funcions objectiu i restricció.
El principi màxim va ser formulat l'any 1956 pel matemàtic rus Lev Pontryagin i els seus estudiants, i la seva aplicació inicial va ser la maximització de la velocitat terminal d'un coet. El resultat es va obtenir utilitzant idees del càlcul clàssic de variacions. Després d'una lleugera pertorbació del control òptim, es considera el terme de primer ordre d'una expansió de Taylor respecte a la pertorbació; enviar la pertorbació a zero condueix a una desigualtat variacional de la qual se segueix el principi de màxim.
Àmpliament considerat com una fita en la teoria del control òptim, la importància del principi de màxim rau en el fet que maximitzar l'Hamiltonià és molt més fàcil que el problema original de control de dimensions infinites; en lloc de maximitzar sobre un espai funcional, el problema es converteix en una optimització puntual. Una lògica similar condueix al principi d'optimitat de Bellman, un enfocament relacionat amb problemes de control òptim que afirma que la trajectòria òptima continua sent òptima en punts intermedis en el temps. L'equació de Hamilton-Jacobi-Bellman resultant proporciona una condició necessària i suficient per a un òptim, i admet una extensió directa als problemes de control òptim estocàstic, mentre que el principi de màxim no. No obstant això, a diferència de l'equació de Hamilton-Jacobi-Bellman, que ha de mantenir-se en tot l'espai d'estats per ser vàlida, el principi màxim de Pontryagin és potencialment més eficient computacionalment, ja que les condicions que especifica només s'han de mantenir en una trajectòria particular.